# Марк Ронсон
Марк Деніел Ронсон (англ. Mark Daniel Ronson; нар. 4 вересня 1975, Ноттінґ-Гілл) — британський діджей, гітарист, музичний продюсер, виконавець, володар премії «Греммі» і один із засновників Allido Records . Він виступає разом зі своєю групою під назвою Mark Ronson & The Business Intl.